# Tour of Chongming Island
Tour of Chongming Island, officielt navn: Tour of Chongming Island International Cycling Race er et årligt elite etapeløb i landevejscykling for kvinder, der arrangeres i Shanghai, Kina, opkaldt efter Chongming Island.
Tour of Chongming Island består af to løb: et etapeløb og et endagsløb. Mellem 2007 og 2009, var endagsløbet en enkeltstart, i 2010 blev enkeltstarten erstattet af et endags linjeløb, der blev kaldt Tour of Chongming Island World Cup, det var en del af UCI World Cup for kvinder indtil 2015. I 2016 blev løbet en del af det nye UCI Women's World Tour.

## Tour of Chongming Island
| År   | Vinder              | Toer                 | Treer              |        |
| ---- | ------------------- | -------------------- | ------------------ | ------ |
| 2007 | Li Meifang          | Ellen van Dijk       | Belinda Goss       |        |
| 2008 | Li Meifang          | Meng Lang            | Sha Hui            |        |
| 2009 | Chloe Hosking       | Marlen Jöhrend       | Zhao Na            |        |
| 2010 | Ina-Yoko Teutenberg | Kirsten Wild         | Rochelle Gilmore   |        |
| 2011 | Ina-Yoko Teutenberg | Annemiek van Vleuten | Monia Baccaille    |        |
| 2012 | Melissa Hoskins     | Monia Baccaille      | Liesbet De Vocht   |        |
| 2013 | Annette Edmondson   | Chloe Hosking        | Lucy Garner        |        |
| 2014 | Kirsten Wild        | Shelley Olds         | Giorgia Bronzini   |        |
| 2015 | Kirsten Wild        | Roxane Fournier      | Annalisa Cucinotta |        |
| 2016 | Chloe Hosking       | Huang Ting-ying      | Leah Kirchmann     |        |
| 2017 | Jolien D'Hoore      | Kirsten Wild         | Chloe Hosking      |        |
| 2018 | Charlotte Becker    | Shannon Malseed      | Anastasia Chursina |        |
| 2019 | Lorena Wiebes       | Jutatip Maneephan    | Lotte Kopecky      |        |
| 2020 | aflyst              | aflyst               | aflyst             | aflyst |
| 2021 | aflyst              | aflyst               | aflyst             | aflyst |
| 2022 | aflyst              | aflyst               | aflyst             | aflyst |
| 2023 | Chiara Consonni     | Mylène de Zoete      | Daria Pikulik      |        |
| 2024 | Marta Lach          | Mylène de Zoete      | Scarlett Souren    |        |
| 2025 |                     |                      |                    |        |

### Individuel enkeltstart
| År   | Vinder                 | Toer                  | Treer                  |
| ---- | ---------------------- | --------------------- | ---------------------- |
| 2007 | Liu Yongli (CHN)       | Li Meifang (CHN)      | Ellen van Dijk (NED)   |
| 2008 | Li Meifang (CHN)       | Wang Li (CHN)         | Liu Yongli (CHN)       |
| 2009 | Bridie O'Donnell (AUS) | Svitlana Halyuk (UKR) | Madeleine Sandig (GER) |

### World Cup
| År   | Vinder                    | Toer                       | Treer                  |
| ---- | ------------------------- | -------------------------- | ---------------------- |
| 2010 | Ina-Yoko Teutenberg (GER) | Kirsten Wild (NED)         | Rochelle Gilmore (AUS) |
| 2011 | Ina-Yoko Teutenberg (GER) | Elizabeth Armitstead (GBR) | Charlotte Becker (GER) |
| 2012 | Shelley Olds (USA)        | Melissa Hoskins (AUS)      | Monia Baccaille (ITA)  |
| 2013 | Tetyana Ryabchenko (UKR)  | Giorgia Bronzini (ITA)     | Amy Pieters (NED)      |
| 2014 | Kirsten Wild (NED)        | Elena Cecchini (ITA)       | Giorgia Bronzini (ITA) |
| 2015 | Giorgia Bronzini (ITA)    | Kirsten Wild (NED)         | Fanny Riberot (FRA)    |